# 7 Pułk KBW
7 Pułk Korpusu Bezpieczeństwa Wewnętrznego – jeden z oddziałów w strukturze organizacyjnej Korpusu Bezpieczeństwa Wewnętrznego.
Istniał w latach 1945–1964 i stacjonował w Kielcach.
Sformowany z 3 batalionu operacyjnego 2 Brygady Zaporowej. W 1964 przeformowany na 22 samodzielny batalion łączności, a następnie 7 pułk łączności KBW Ziemi Kieleckiej.

## Obsada
- Dowódca pułku— mjr Bronisław Kuriata (do 30 października 1954 r.) – ppłk Franciszek Dworakowski (od 30 listopada 1954 r.)
- Zastępca dowódcy do spraw politycznych – mjr Stanisław Kącik
- Zastępca dowódcy do spraw liniowych – mjr Zdzisław Kosmowski  (od 25 sierpnia 1955 r.)
- Sekretarz podstawowej organizacji partyjnej PZPR— por. Władysław Wielgus
- Szef sztabu – mjr Kazimierz Bobkiewicz
- Szef wydziału tyłów – kpt. Władysław Gaworski
- Dowódca 1 batalionu operacyjnego – kpt. Zdzisławy Niesiobędzki
  - Zastępca dowódcy do spraw  politycznych – ppor. Edward Piłkowski
  - Sekretarz podstawowej organizacji partyjnej PZPR – por. Jan Chaucha
  - Szef sztabu – kpt. Jozef Bednarek
- Dowódca 1 batalionu ochrony – mjr Adam Danielewicz
  - Zastępca dowódcy do spraw politycznych – ppor. Bronisław Dominiak
  - Sekretarz podstawowej organizacji partyjnej PZPR – por. Zdzisław Wojciechowski
  - Szef sztabu – kpt. Stanisław Janżura[1]